# Jean-Paul Bourelly
Jean-Paul Bourelly (Chicago, Illinois, 23 de noviembre de 1960) es un guitarrista estadounidense de jazz fusión y blues rock.
hijo de un inmigrante haitiano, Bourelly cantó ópera cuando tenía diez años, y aprendió a tocar el piano y la batería, adoptando la guitarra a partir de los 14 años. Se trasladó a Nueva York en 1979, donde estuvo tocando con Muhal Richard Abrams, Roy Haynes, McCoy Tyner, y Elvin Jones. Tuvo un papel en la película Cotton Club, dirigida por Francis Ford Coppola. Publicó su primera obra como líder en 1987, y tocó con Miles Davis en 1988.
Bourelly también ha desarrollado su obra dentro del rock, como miembro de la Black Rock Coalition (fundada por Vernon Reid, de Living Colour) y ha tocado en diversas etapas con Buddy Miles, Robin Trower, Jack Bruce, Terry Bozzio, y Matalex. Ha colaborado con Cassandra Wilson en muchos de sus álbumes, tras coincidir con ella en el colectivo M-Base. A partir del año 2000, ha desarrollado su trabajo básicamente al frente de sus propios grupos.

## Discografía
- Jungle Cowboy (JMT Records, 1987)
- Trippin (Enemy Records, 1992)
- Saints & Sinners (DIW, 1994)
- Blackadelic-Blu (DIW, 1994)
- Tribute to Jimi (Koch Records, 1995)
- Fade to Cacophony (Evidence Records, 1997)
- Rock the Cathartic Spirits (Koch, 1998)
- Vibe Music (BMG, 1999)
- Boom Bop (Jazz Magnet, 2001)
- Trance Atlantic (Challenge Records, 2002)
- News From a Darked Out Room (Phonector, 2006)
- Cut Motion (jpgotmangos, 2007)